# Curiosavespa magna
Curiosavespa magna är en getingart som beskrevs av Alexandr Rasnitsyn 1977. Curiosavespa magna ingår i släktet Curiosavespa och familjen getingar. Inga underarter finns listade i Catalogue of Life.